# Pyramica sublucida
Pyramica sublucida är en myrart som först beskrevs av Brown 1953.  Pyramica sublucida ingår i släktet Pyramica och familjen myror. Inga underarter finns listade i Catalogue of Life.